# 北海道道780号花咲港温根沼線
北海道道780号花咲港温根沼線（ほっかいどうどう780ごう はなさきこうおんねとうせん）は、北海道根室市内を結ぶ一般道道である。

## 概要

### 路線データ
- 起点：北海道根室市花咲港（花咲港）
- 終点：北海道根室市温根沼（国道44号交点）
- 総距離：5.2 km

## 歴史
- 1973年（昭和48年）3月31日 - 路線認定[1]。

## 地理

### 通過する自治体
- 根室振興局
  - 根室市

### 主な接続道路
根室市
- 北海道道142号根室浜中釧路線 - 西和田（立体交差化により、取り付け道路による接続）
- 国道44号 - 温根沼（終点）